# Kihniö
Kihniö is een gemeente in de Finse provincie West-Finland en in de Finse regio Pirkanmaa. De gemeente heeft een landoppervlakte van 357,22 km² en telt 1.771 inwoners (2022).